# Tafelschuier

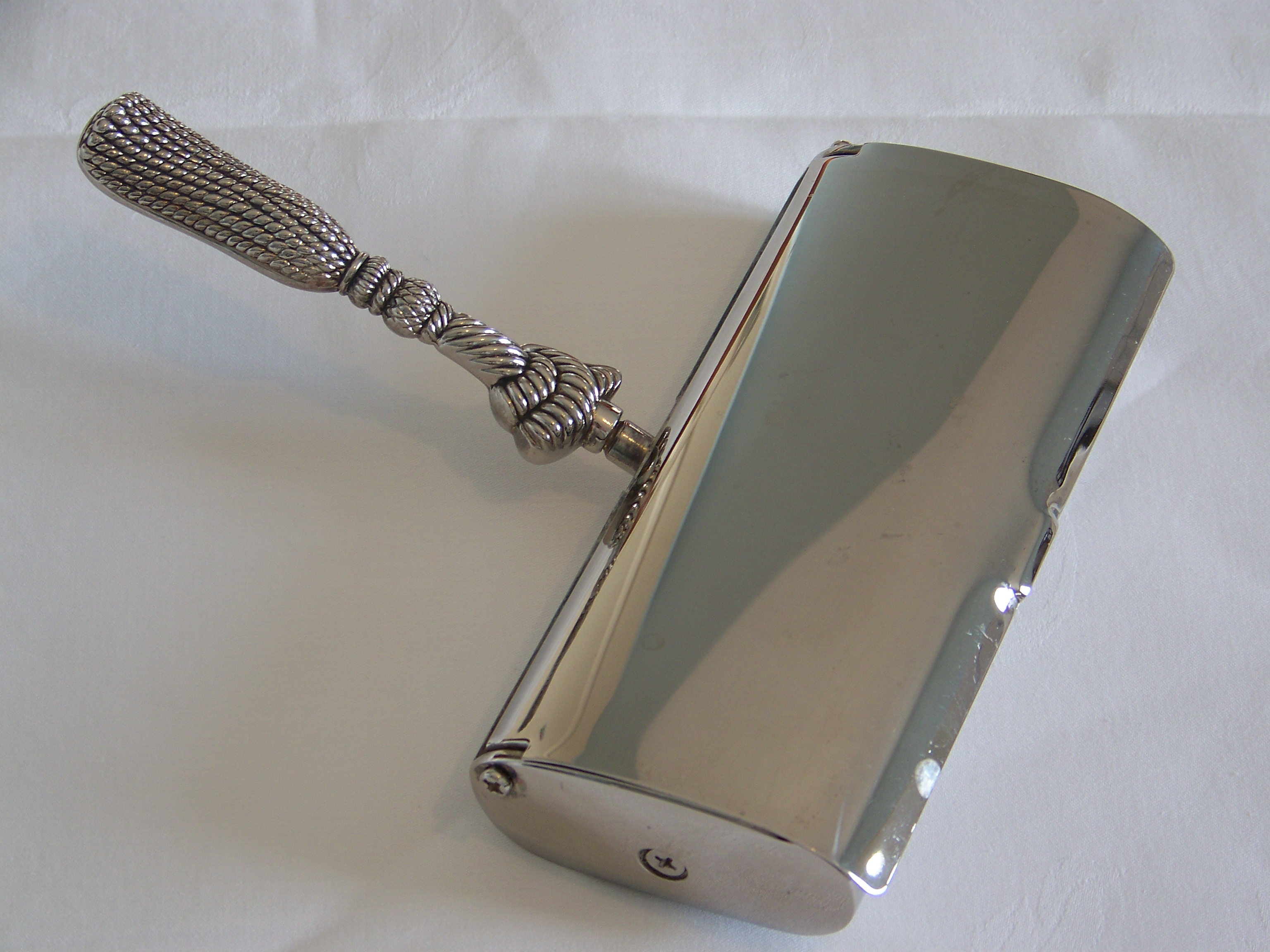
Verzilverde tafelschuier

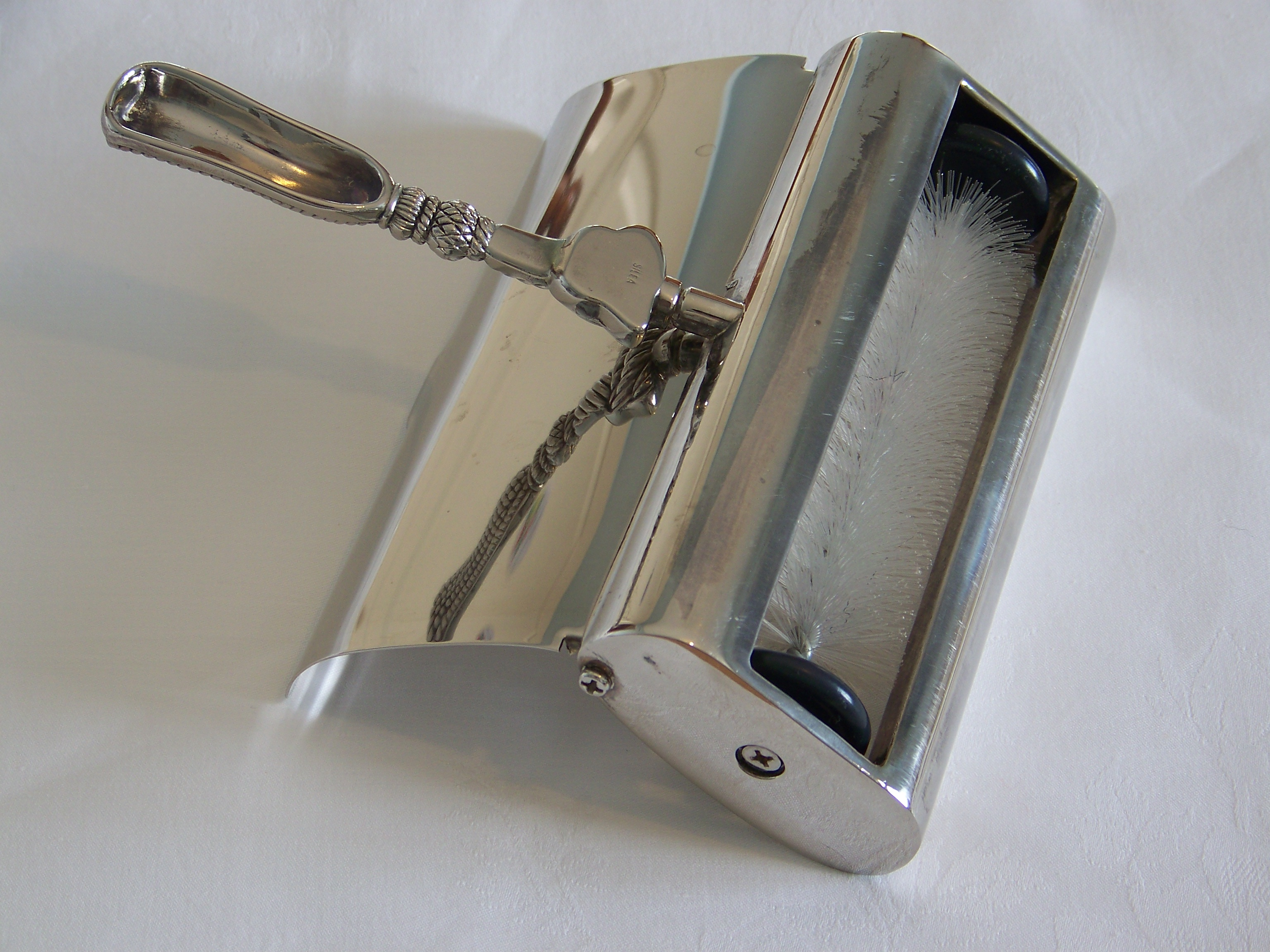
Onderkant van de tafelschuier, waarbij de draaiende borstel te zien is

Een tafelschuier is een huishoudelijk gebruiksvoorwerp dat bedoeld is om kruimels op een tafelkleed op te ruimen.
Tafelschuiers worden onder andere gebruikt in chiquere restaurants, bijvoorbeeld om na het voorgerecht de achtergebleven broodkruimels van het tafelkleed te verwijderen, zodat de gasten de volgende gang beginnen met een schone tafel.

## Modellen
Er bestaan verschillende modellen tafelschuiers.
- Het eenvoudigste systeem bestaat uit een schepje (het tafelblik) en een borstel (de eigenlijke schuier). In plaats van de borstel wordt ook wel een eenvoudige metalen strip gebruikt. Er bestaan luxe versies, van zilver[2][3] en met veel versieringen, maar ook simpele versies van tin of aluminium.
- Sommige tafelschuiers hebben geen borstel, maar zijn een soort langgerekte schep, waarmee de kruimels in een goot worden opgevangen als er mee over de tafel wordt geschoven. Deze worden ook wel aangeduid als schuierblad.
- Er bestaan tafelschuiers met een roterende borstel, die een reservoir hebben waar de kruimels in worden opgevangen. Deze werken op dezelfde manier als een rolveger en zijn over het algemeen gemaakt van metaal (roestvrij staal of verchroomd dan wel verzilverd metaal), soms ook van kunststof. Sommige varianten hebben ook kleine wieltjes om over de tafel te rollen.
- Er bestaan ook kleine elektrische tafelschuivers die werken op een batterij of op een accu. Er zijn varianten zoals de bovengenoemde rolveger, maar er zijn ook die werken als een miniatuur stofzuiger of kruimeldief.

## Afbeeldingen

Een tafelschuier gelijkend op een stoffer en blik, uit ca. 1897
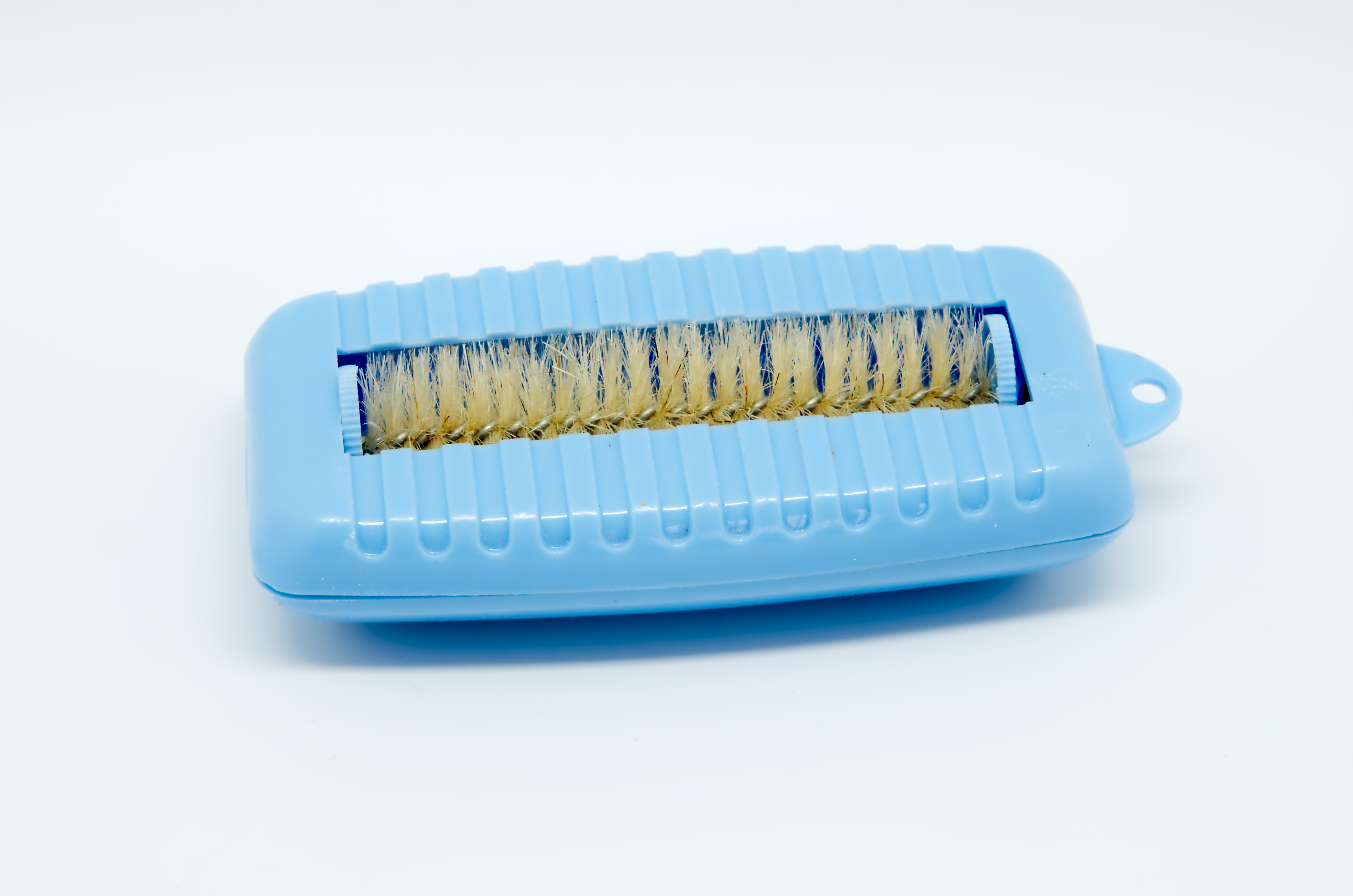
Kunststof tafelschuier met borstel en twee wieltjes
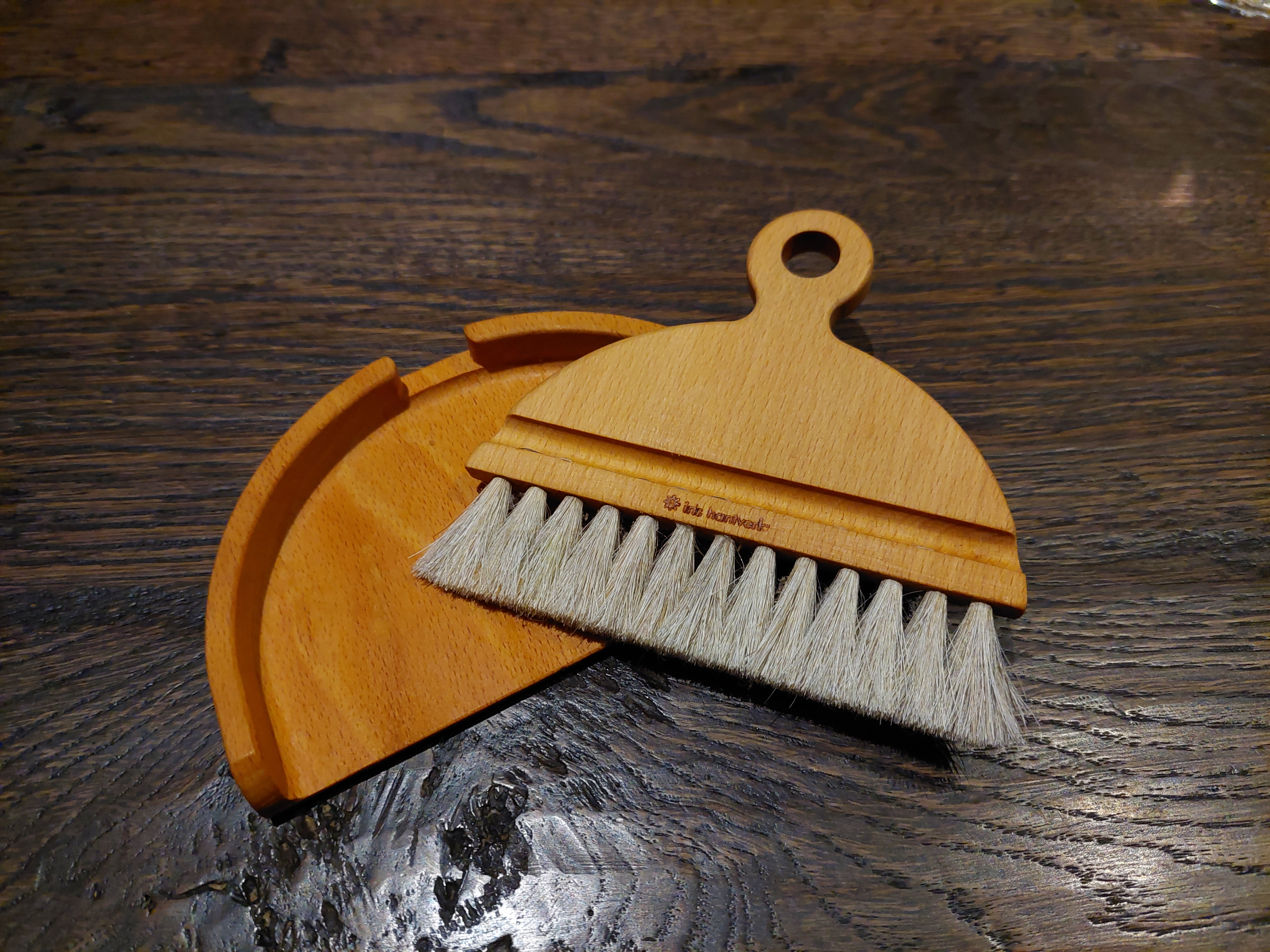
Tafelschuier van hout

## Wetenswaardigheden
- Tafelschuiers werden ook wel gemaakt van aardewerk door de Tichelaars Makkumer Aardewerk- en Tegelfabriek.[4]
- In de De Lakenhal in Leiden is een van de poppenhuizen voorzien van een miniatuur tafelschuier.[5]
- Soms vormen de kruimelschuier, de kruimelschep samen met een broodmand een bij elkaar passend geheel.[6]